# Viêm tủy mềm cấp tính
Viêm tủy mềm cấp tính (AFM) là một tình trạng nghiêm trọng của tủy sống. Các triệu chứng bao gồm khởi phát nhanh việc yếu tay hoặc yếu chân và giảm phản xạ.  Khó di chuyển mắt, nói hoặc nuốt cũng có thể xảy ra.  Thỉnh thoảng có thể bị tê hoặc đau.  Biến chứng có thể bao gồm khó thở.
Nguyên nhân của hầu hết các trường hợp không rõ ràng vào năm 2018.  Hơn 90% các trường hợp gần đây đã theo dõi nhiễm virus nhẹ như từ enterovirus. Mặc dù bệnh bại liệt có thể gây ra AFM, kể từ năm 2014, nó không liên quan đến các vụ án ở Hoa Kỳ. Cơ chế cơ bản liên quan đến tổn thương chất xám của tủy sống. Chẩn đoán có thể được hỗ trợ bằng hình ảnh y tế của cột sống, nghiên cứu dẫn truyền thần kinh và xét nghiệm dịch não tủy.
Phòng ngừa bao gồm tiêm phòng bại liệt và tránh muỗi đốt. Điều trị bao gồm chăm sóc hỗ trợ. Vật lý trị liệu có thể được bác sĩ khuyến nghị.  Thỉnh thoảng thở máy là cần thiết để hỗ trợ thở.  Kết quả không ổn định.  Tình trạng này hiếm gặp và xảy ra phổ biến nhất ở trẻ em. Ít hơn 2 phần triệu trẻ em bị ảnh hưởng mỗi năm tại Hoa Kỳ.  Mặc dù căn bệnh này không phải là mới, nhưng có sự gia tăng các ca bệnh được ghi chép kể từ năm 2014 tại Hoa Kỳ.  Năm 2018 đã có 233 trường hợp được xác nhận tại Hoa Kỳ.